# گورستان پر-لاشز
گورستان پِر-لاشِز (به فرانسوی: Cimetière du Père-Lachaise) با ۴۳ هکتار مساحت، بزرگ‌ترین گورستان پاریس و یکی از مشهورترین گورستان‌های جهان است.
گفته می‌شود این گورستان که در منطقهٔ ۲۰ پاریس واقع شده، «پربازدیدترین گورستان جهان» است. همچنین به دلیل این که نخستین گورستان شهر است، اهمیت دارد. این گورستان، یادگار سه جنگ است.
مشاهیر فراوانی در گورستان پر-لاشز به خاک سپرده شده‌اند. هر ساله بیش از ۳٫۵ میلیون بازدیدکننده دارد که بیشترین آمار در کل جهان به‌شمار می‌آید.

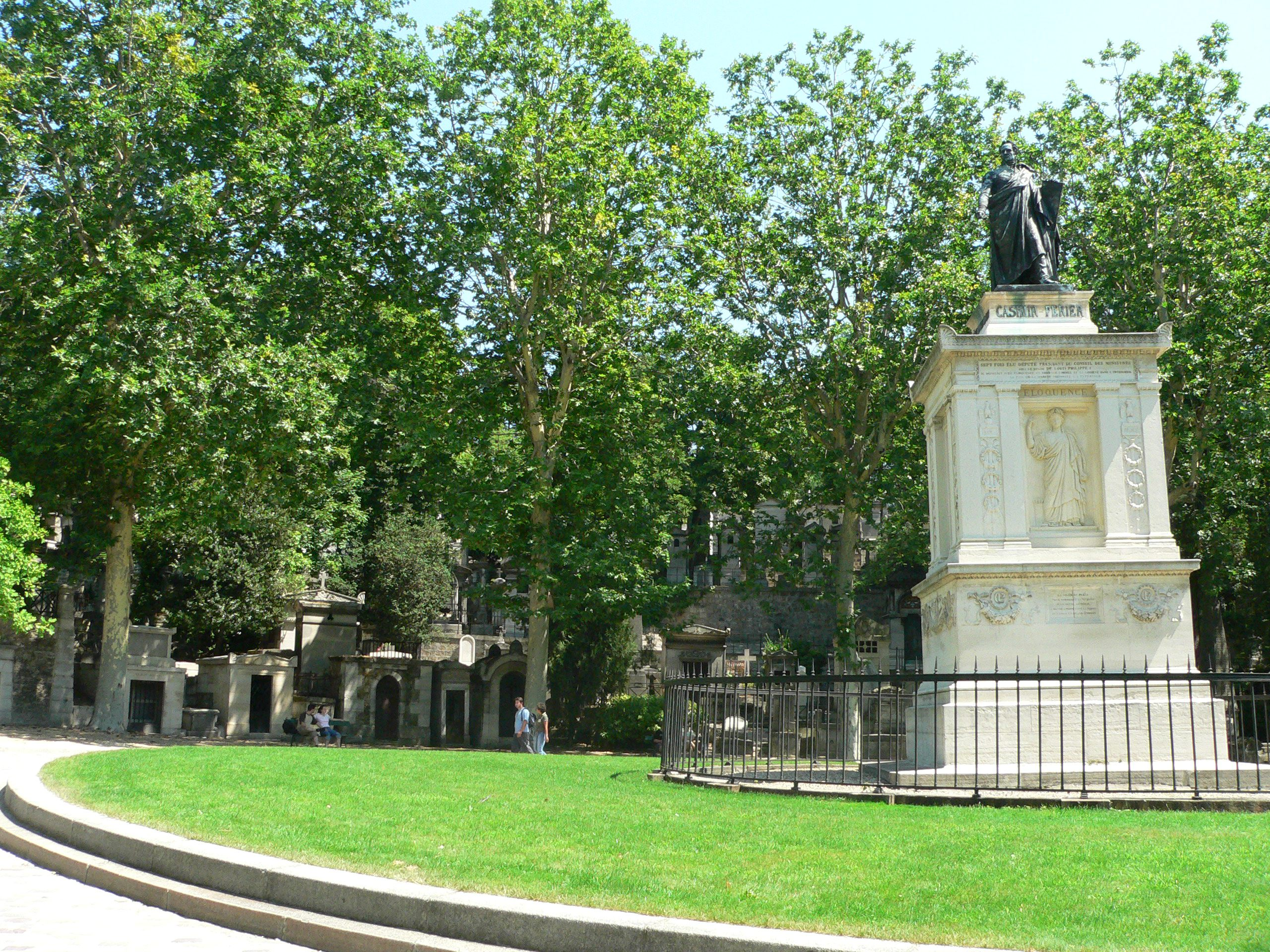
گورستان پر لاشز

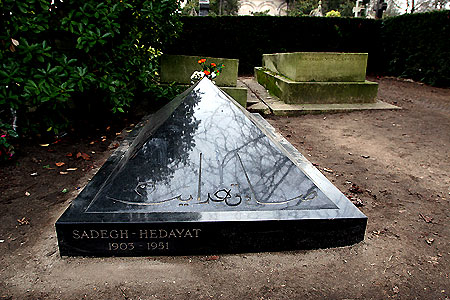
آرامگاه صادق هدایت در قطعهٔ ۸۵ گورستان پر-لاشز، پاریس

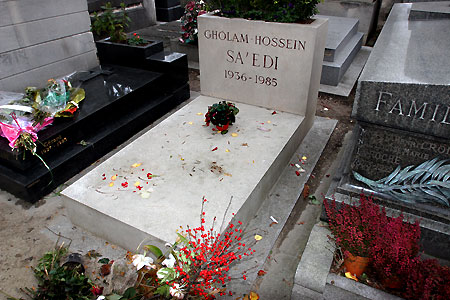
آرامگاه غلامحسین ساعدی در قطعهٔ ۸۵ گورستان پر-لاشز، پاریس

## گورهای مشهور
- ژان-پل بلموندو، بازیگر فرانسوی
- گوستاو کایبوت، نقاش فرانسوی
- ساموئل هانمن، پزشک آلمانی، بنیان‌گذار هومیوپاتی
- یکاترینا گولوبوا، بازیگر روسیه ای
- ادیت پیاف، خواننده فرانسوی
- ماریا کالاس، خواننده اپرا
- ژان فرانسوا لیوتار، فیلسوف و نویسندهٔ فرانسوی
- سارا برنارد، هنرپیشه فرانسوی
- ژرژ ملیس، فیلم‌ساز فرانسوی
- کلود شابرول، فیلم‌ساز فرانسوی
- نادار، عکاس فرانسوی
- پل الوار، نویسنده فرانسوی
- اسکار وایلد، داستان‌نویس و نمایش‌نامه‌نویس ایرلندی
- ژان دو لا فونتن، شاعر و نویسنده فرانسوی
- آلفرد دو موسه، شاعر و نویسنده فرانسوی
- احمد کایا خواننده کرد(ترکیه‌ای)
- صادق هدایت، نویسنده ایرانی
- منیر وکیلی، خواننده اپرا ایرانی
- غلامحسین ساعدی، نویسنده ایرانی
- اسلام کاظمیه، نویسنده ایرانی
- سید احمد رضوی، از اعضای جبهه ملی ایران و نایب رئیس دوره هفدهم مجلس شورای ملی
- بهجت صدر، نقاش ایرانی
- رافائل لئونیداس تروخیو، فرمانروای دیکتاتور کشور دومینیکن
- فردریک شوپن، پیانیست و آهنگ‌ساز لهستانی
- ژرژ بیزه، موسیقی دان فرانسوی
- آنتونیو روسینی، موسیقی دان ایتالیایی
- مولیر، نمایش‌نامه‌نویس فرانسوی
- انوره دو بالزاک، نویسنده فرانسوی
- میگل آنخل آستوریاس، شاعر و نویسنده گواتمالایی
- مارسل پروست، نویسنده فرانسوی
- کولت، رمان‌نویس فرانسوی
- آمادئو مودیلیانی، نقاش و تندیس ساز ایتالیایی
- ییلماز گونی، فیلم‌ساز کرد
- عیسی بهادری، نقاش و طراح ایرانی
- جهانگیر تاتا، تاجر هندی
- جیم موریسون، خواننده و آهنگساز آمریکایی
- ژان-فرانسوا شامپولیون مصرشناس فرانسوی (رمزگشای خط هیروگلیف)
- مبارزانی که در حمله به کمون پاریس قتل‌عام شدند نیز در دیوار کمونارها در این گورستان مدفون هستند.
- عبدالرحمن قاسملو فعال سیاسی و دبیرکل حزب دمکرات کردستان ایران
- صادق شرفکندی فعال سیاسی و دبیرکل حزب دمکرات کردستان ایران
- غلامعلی اویسی ارتشبد دوران شاهنشاهی
- عباس قره باغی  ارتشبد نیروی زمینی ارتش شاهنشاهی
- صادق شرفکندی  فعال سیاسی، استاد دانشگاه و دبیرکل حزب دموکرات کردستان ایران

## نگارخانه

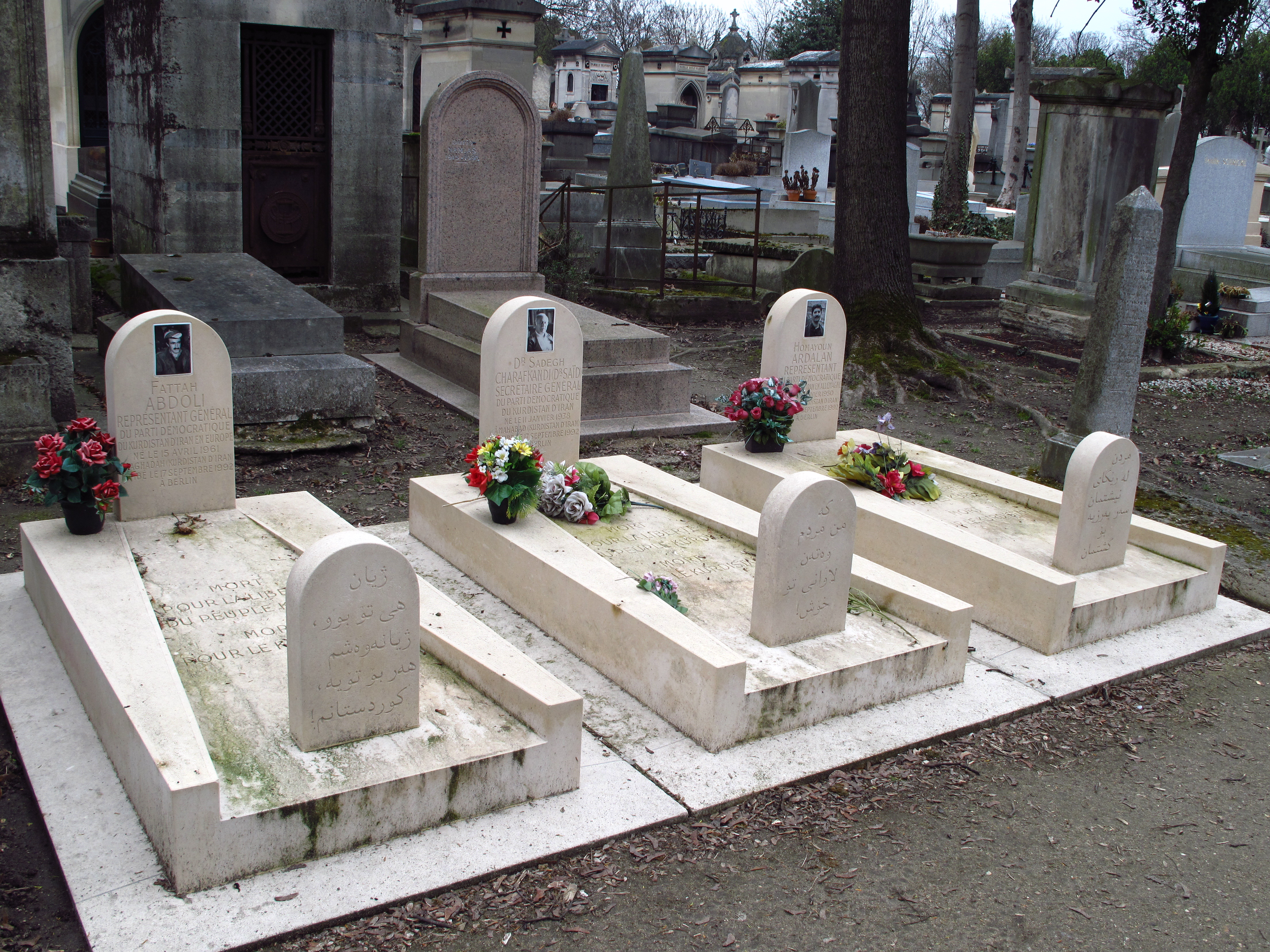
صادق شرفکندی، همایون اردلان، فتاح عبدلی
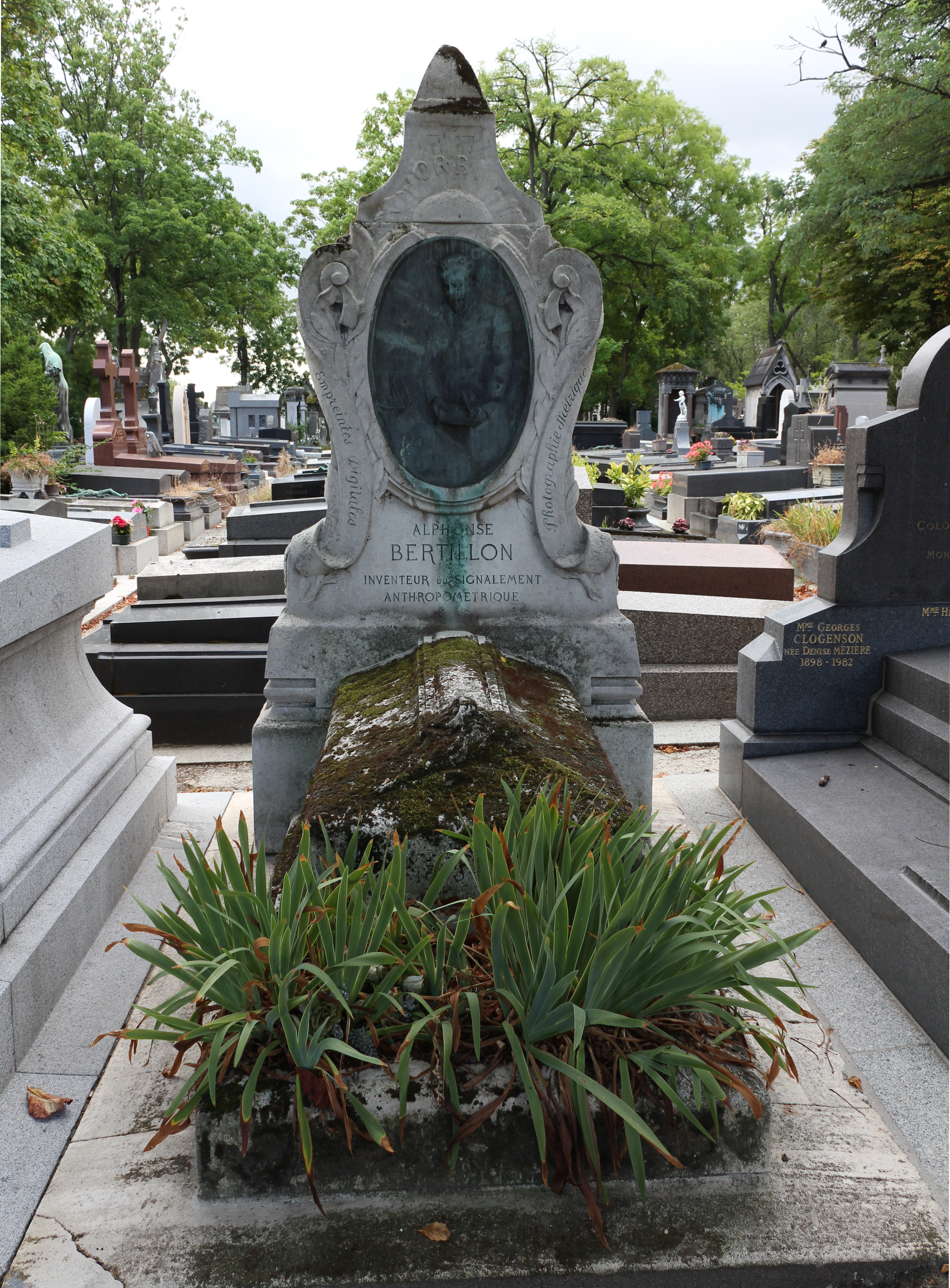
آلفونس برتیلون
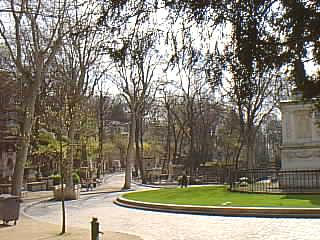
Père Lachaise Cemetery in spring
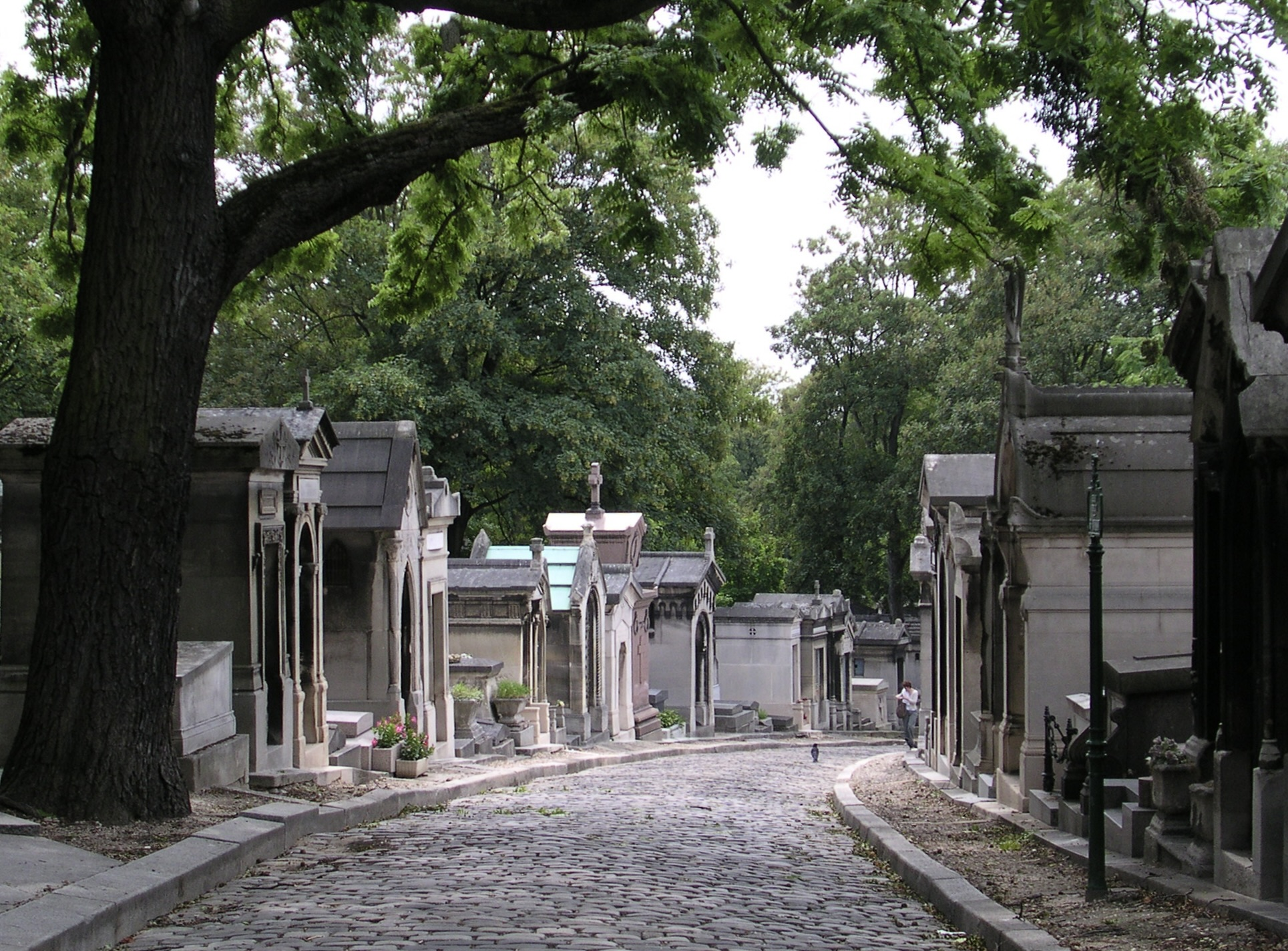
Père Lachaise, Chemin Errazu
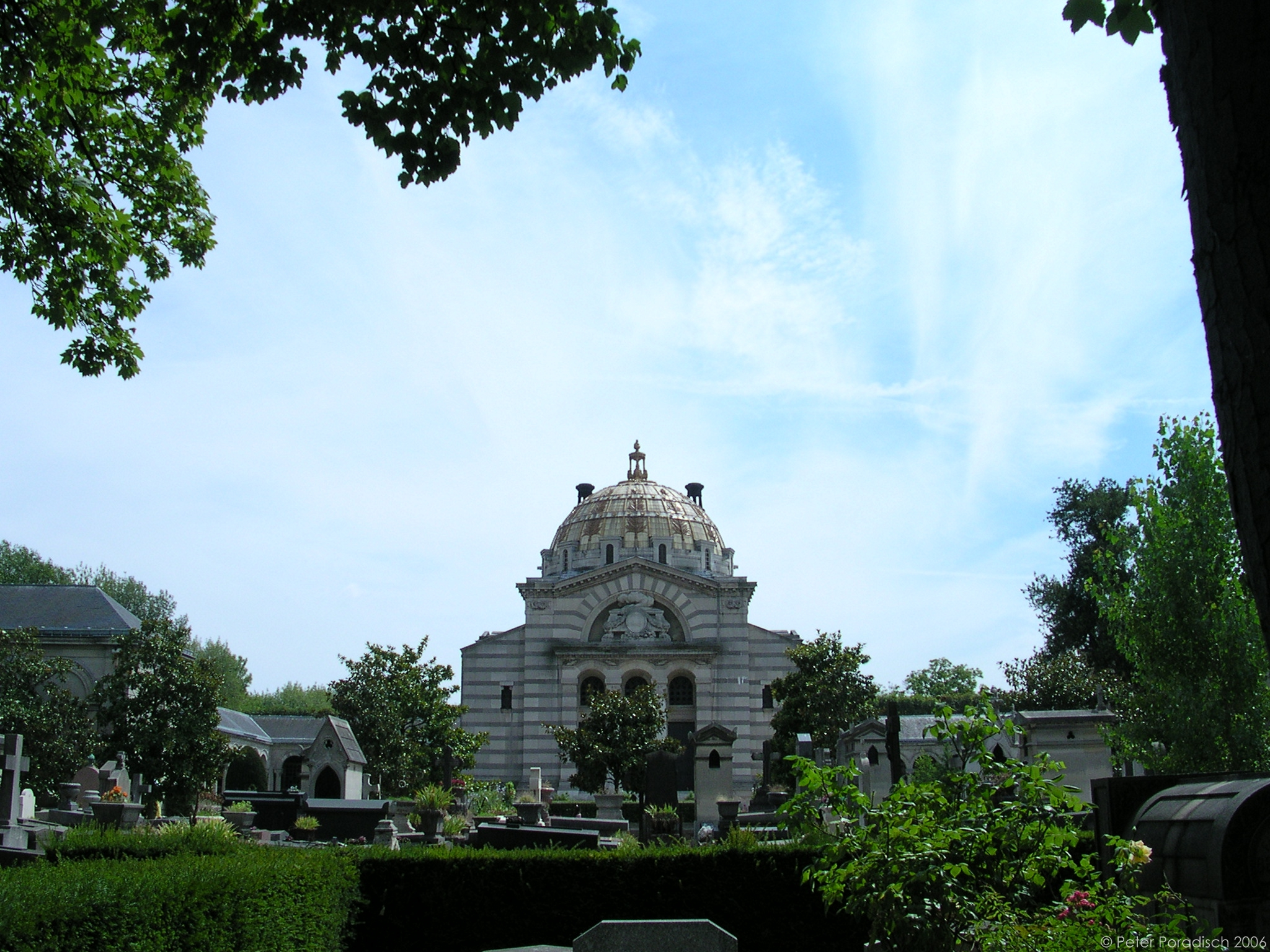
Père Lachaise crematorium
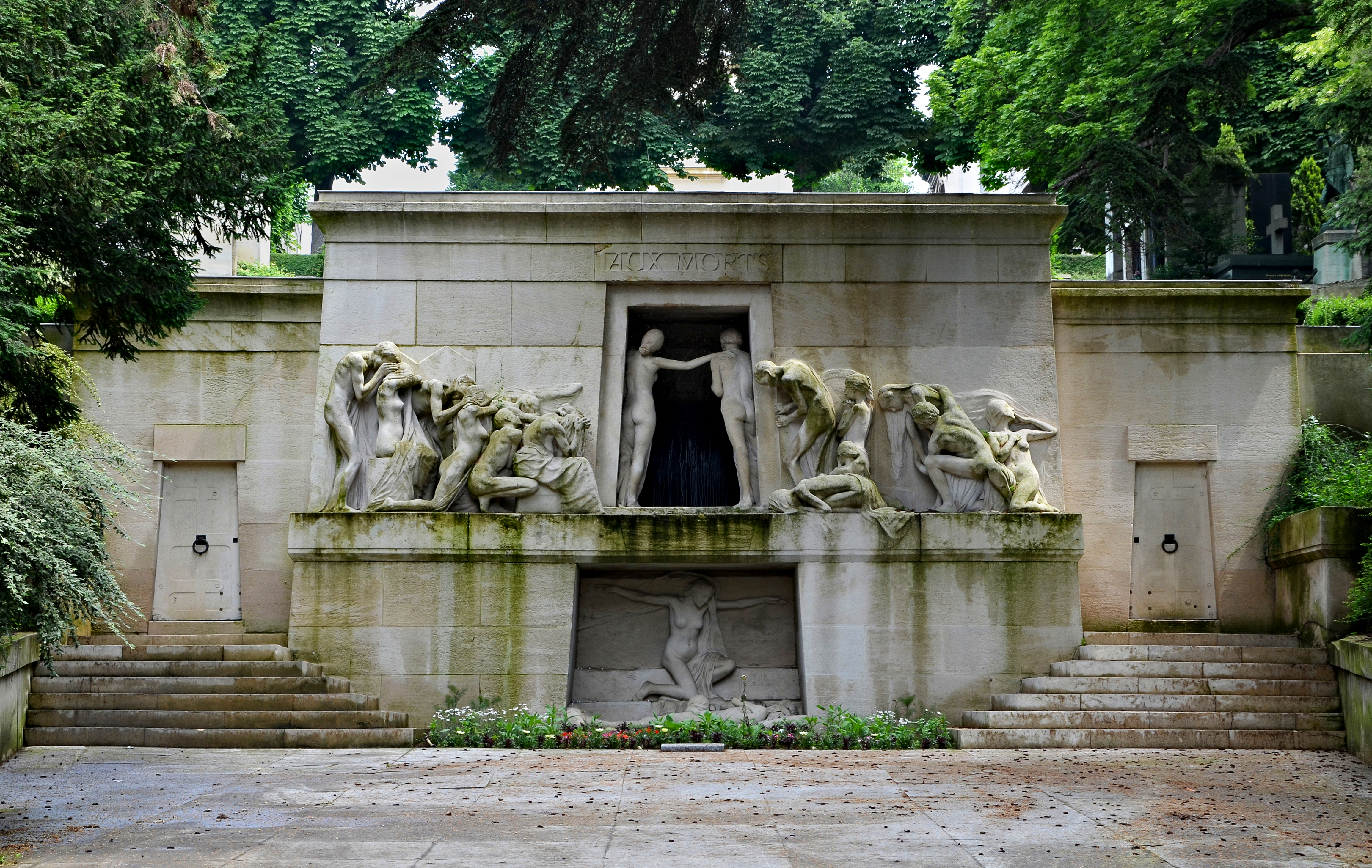
Memorial to the dead
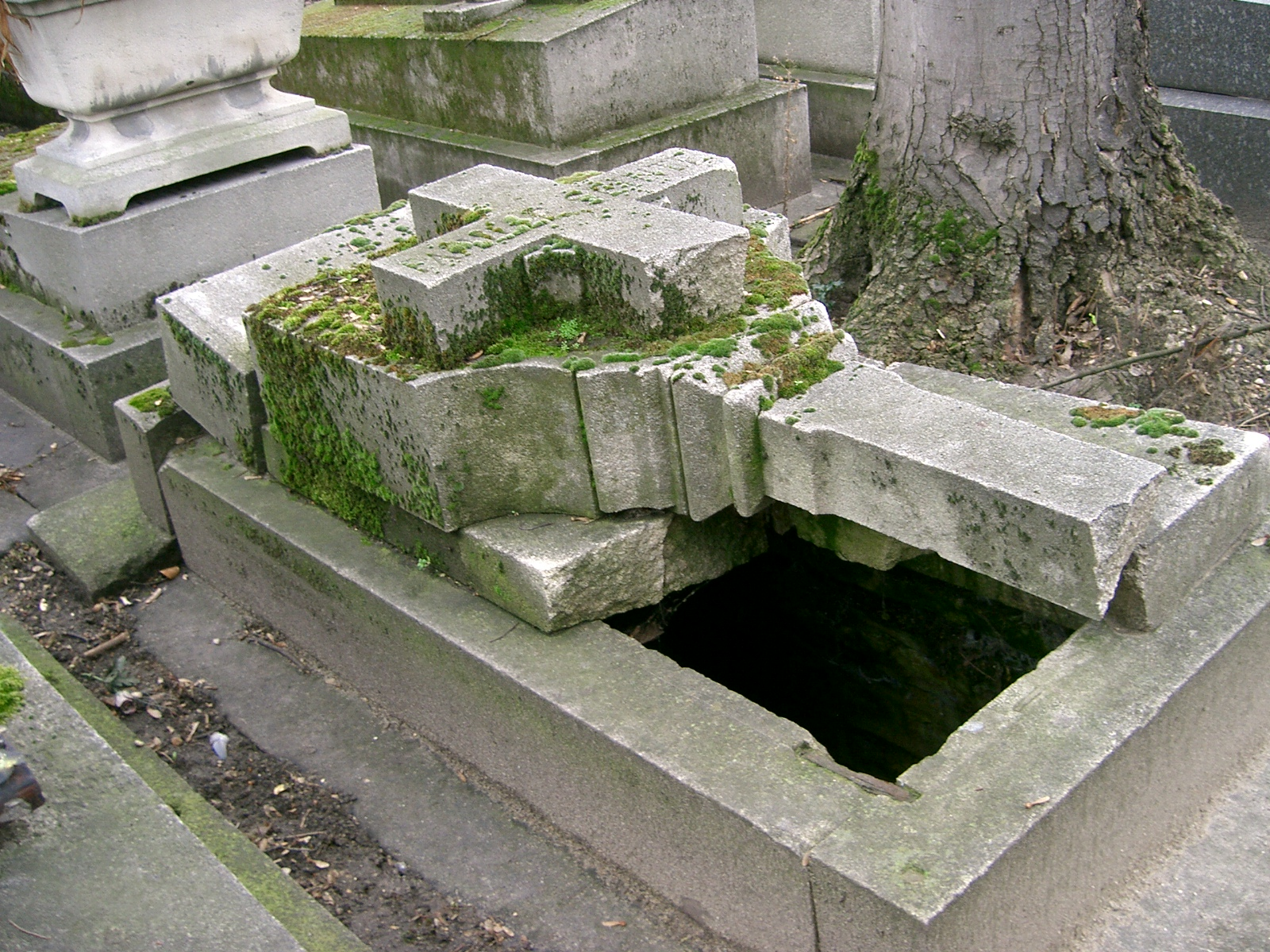
Opened tomb
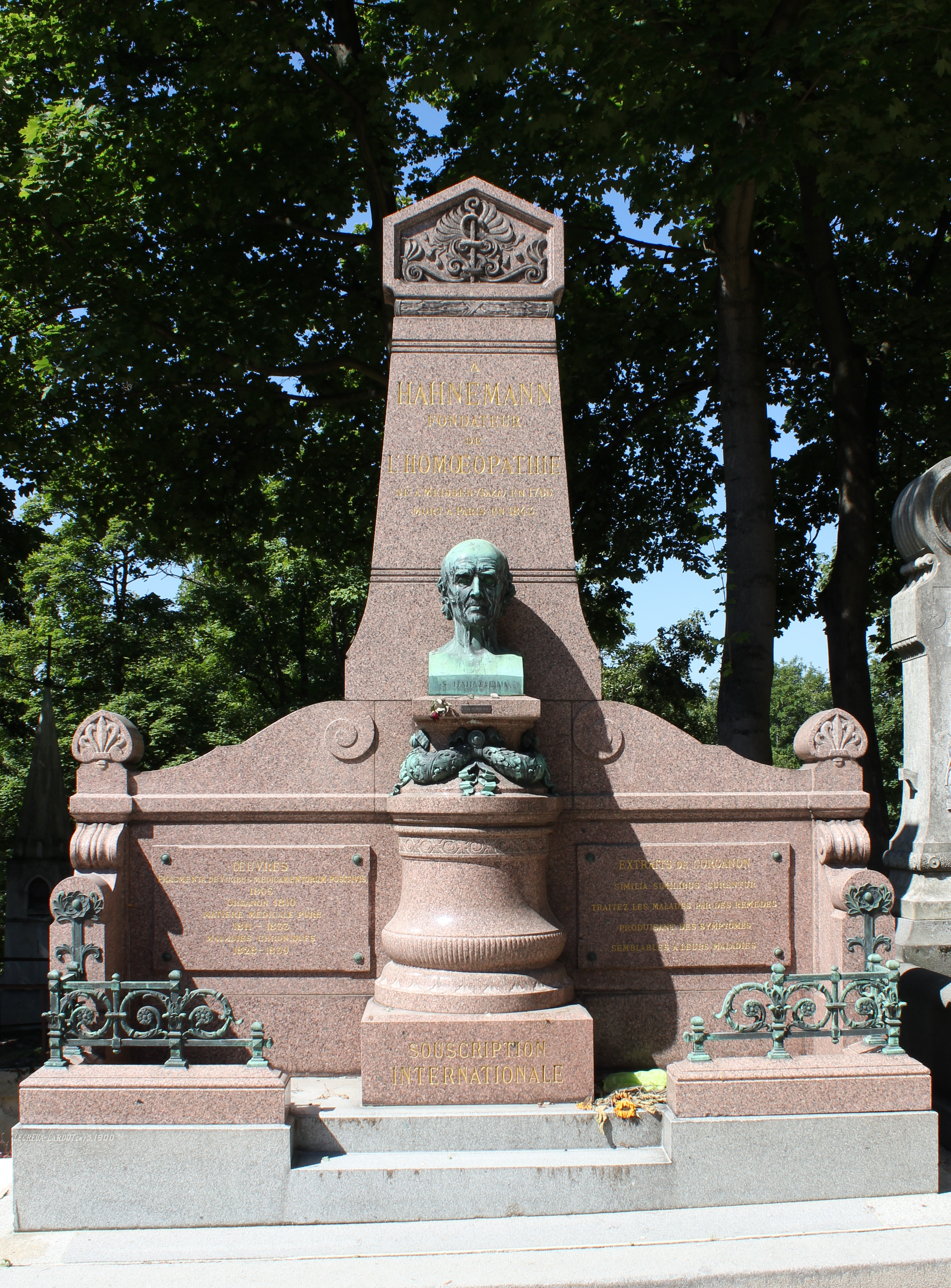
ساموئل هانمن
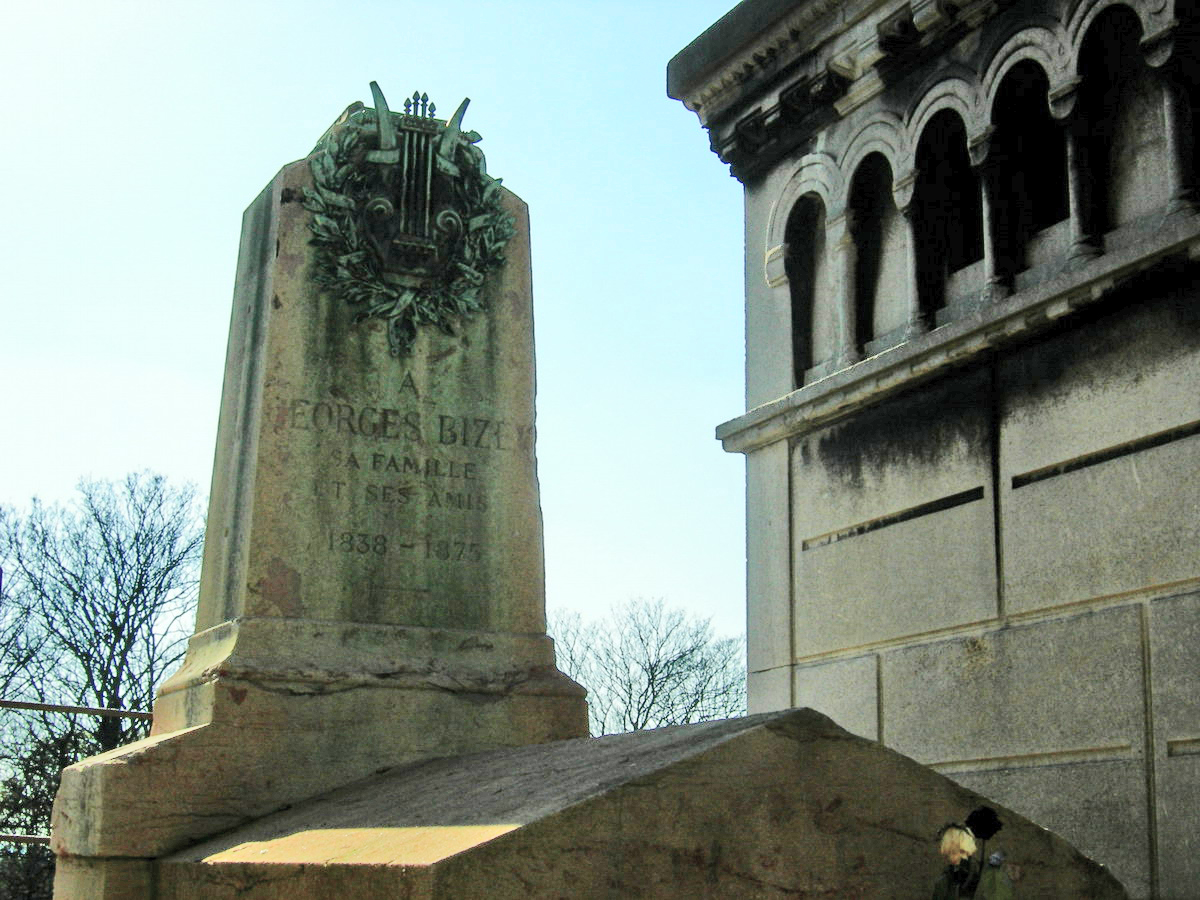
ژرژ بیزه
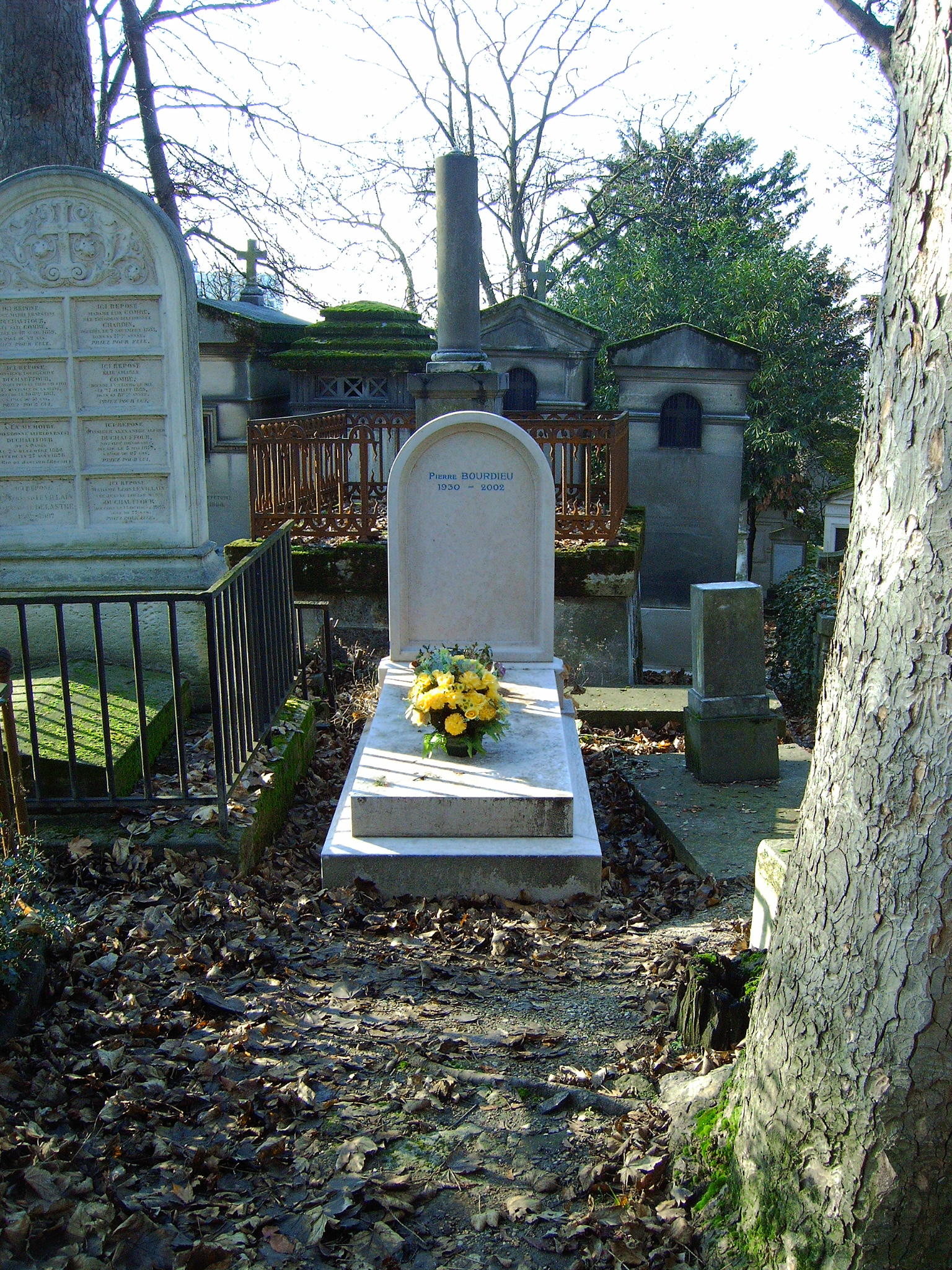
پیر بوردیو
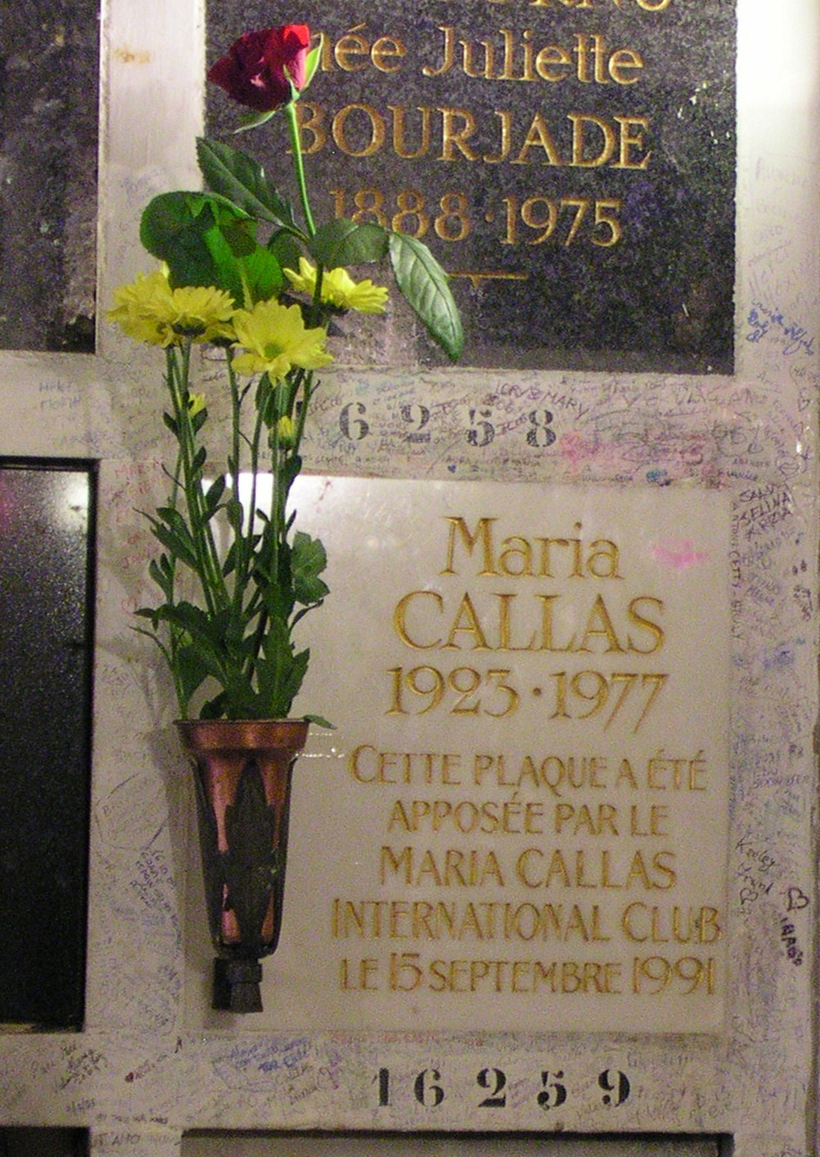
ماریا کالاس
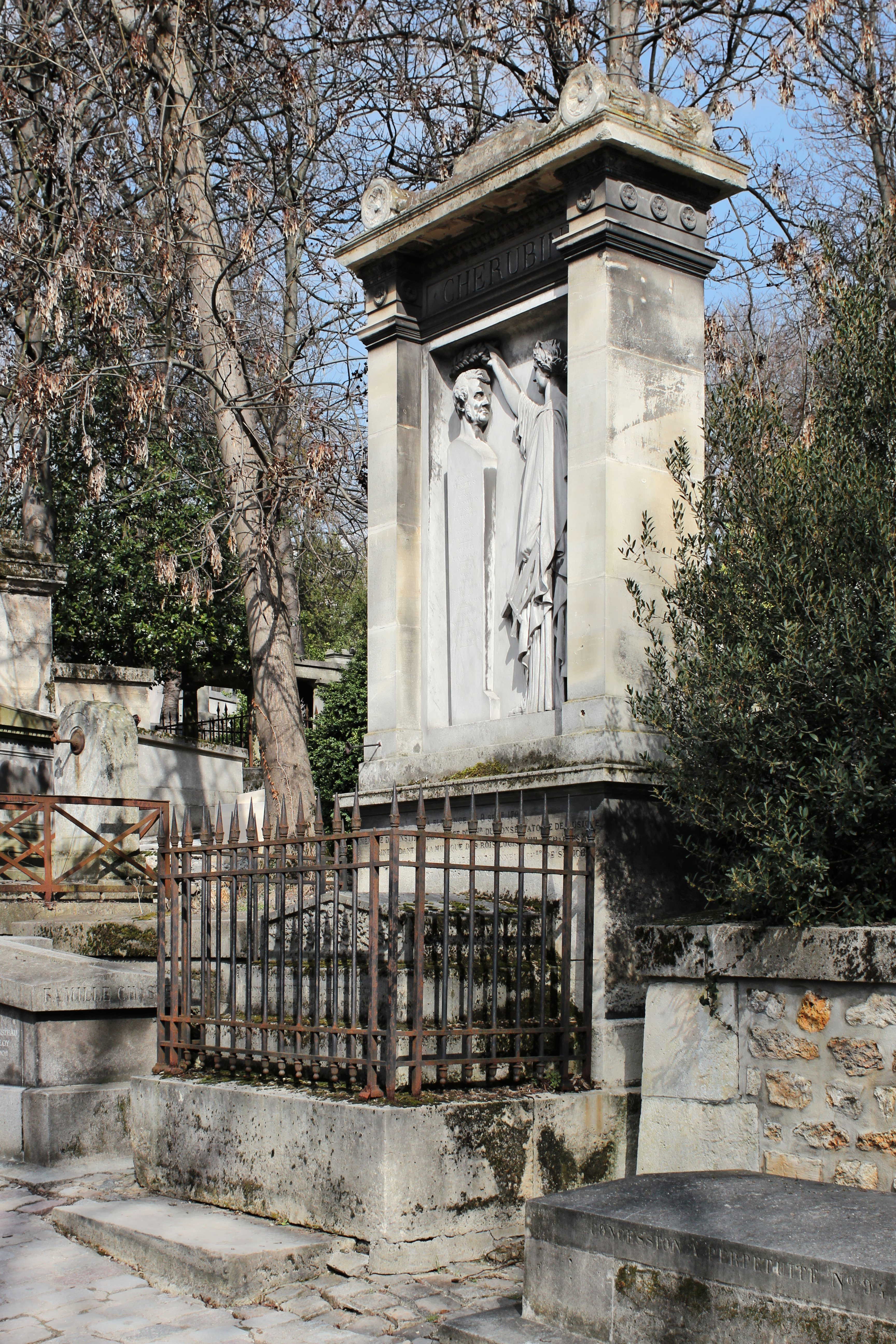
لوئیجی کروبینی
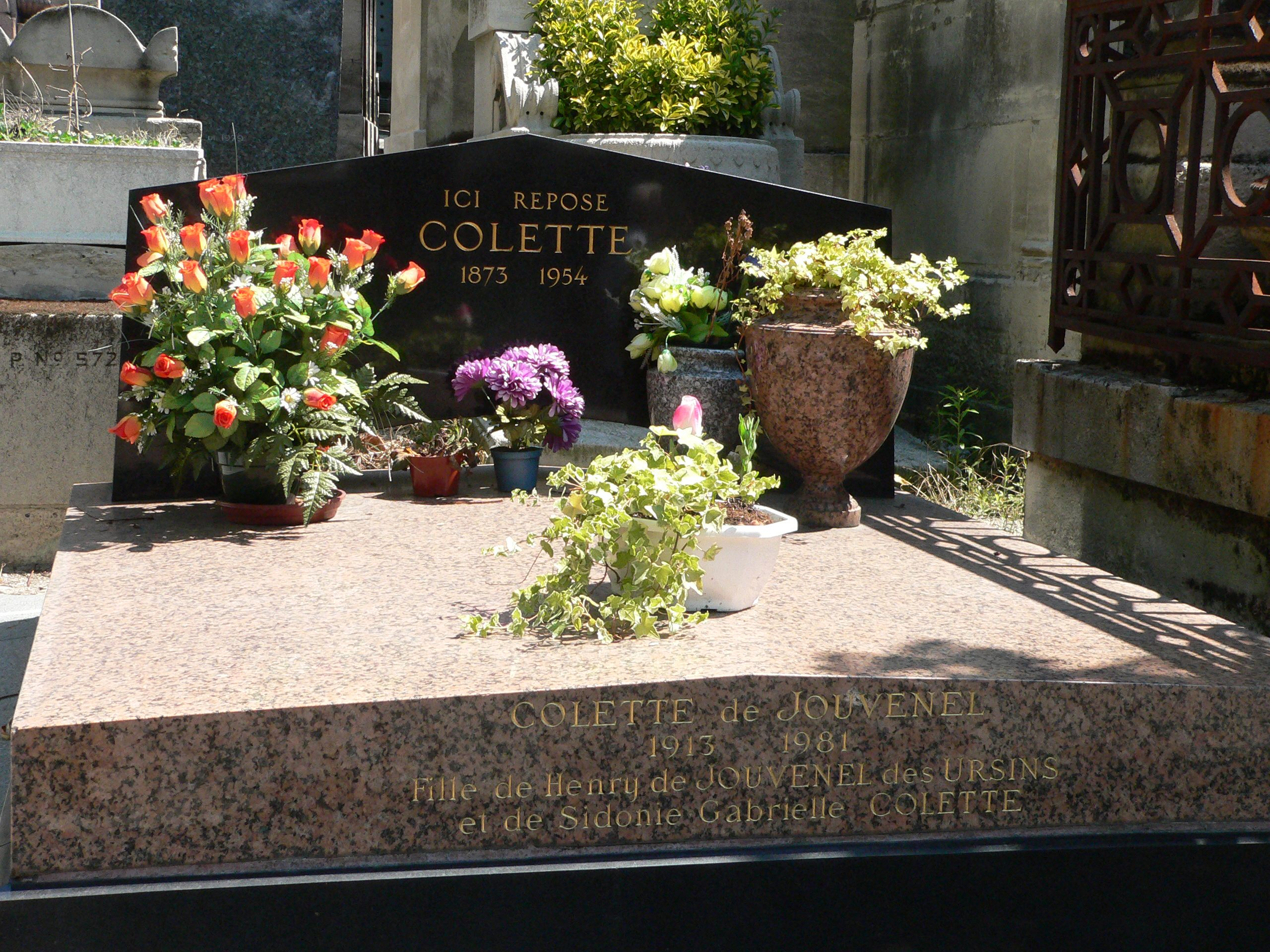
کولت
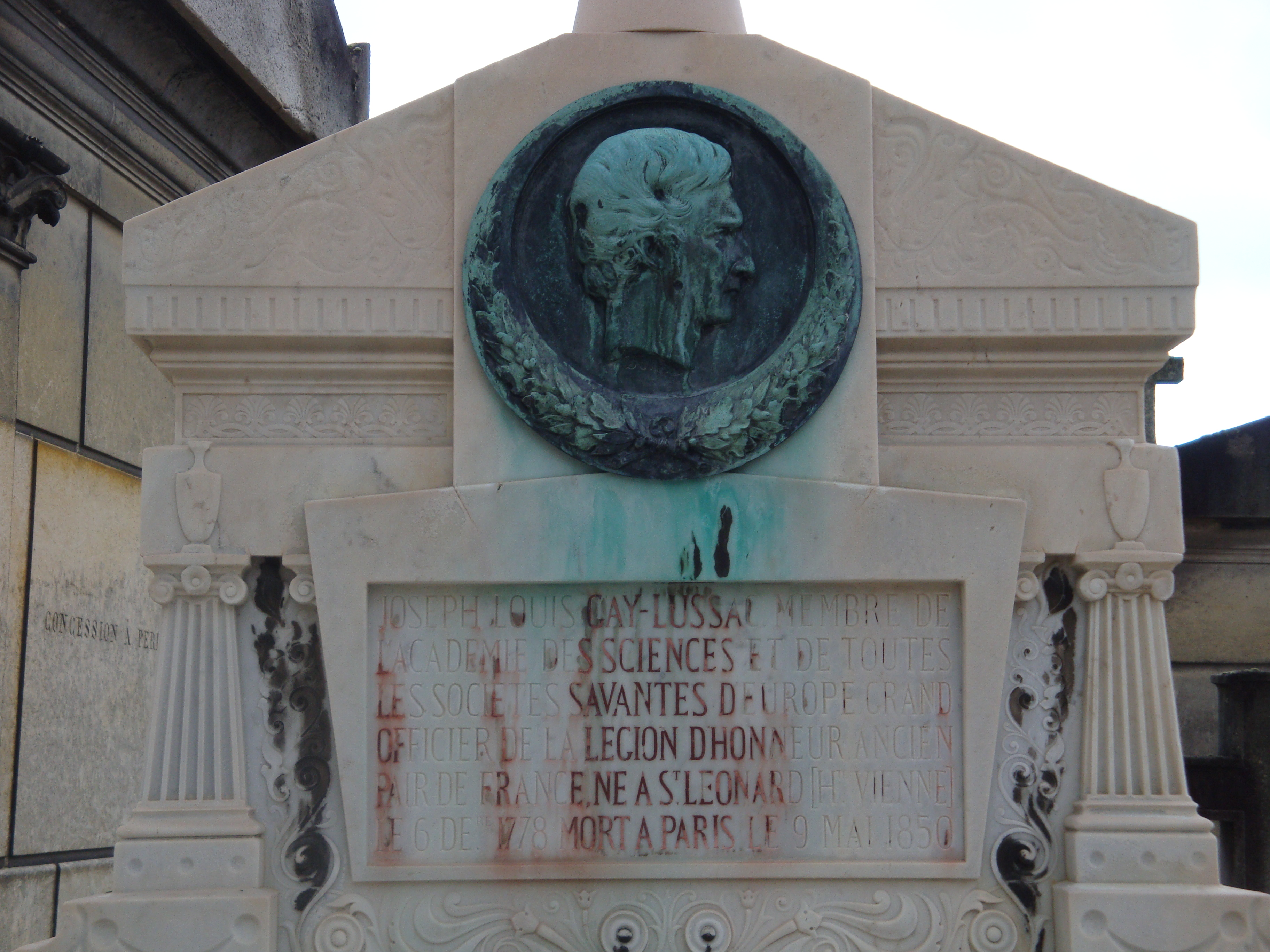
ژوزف لویی گیلوساک
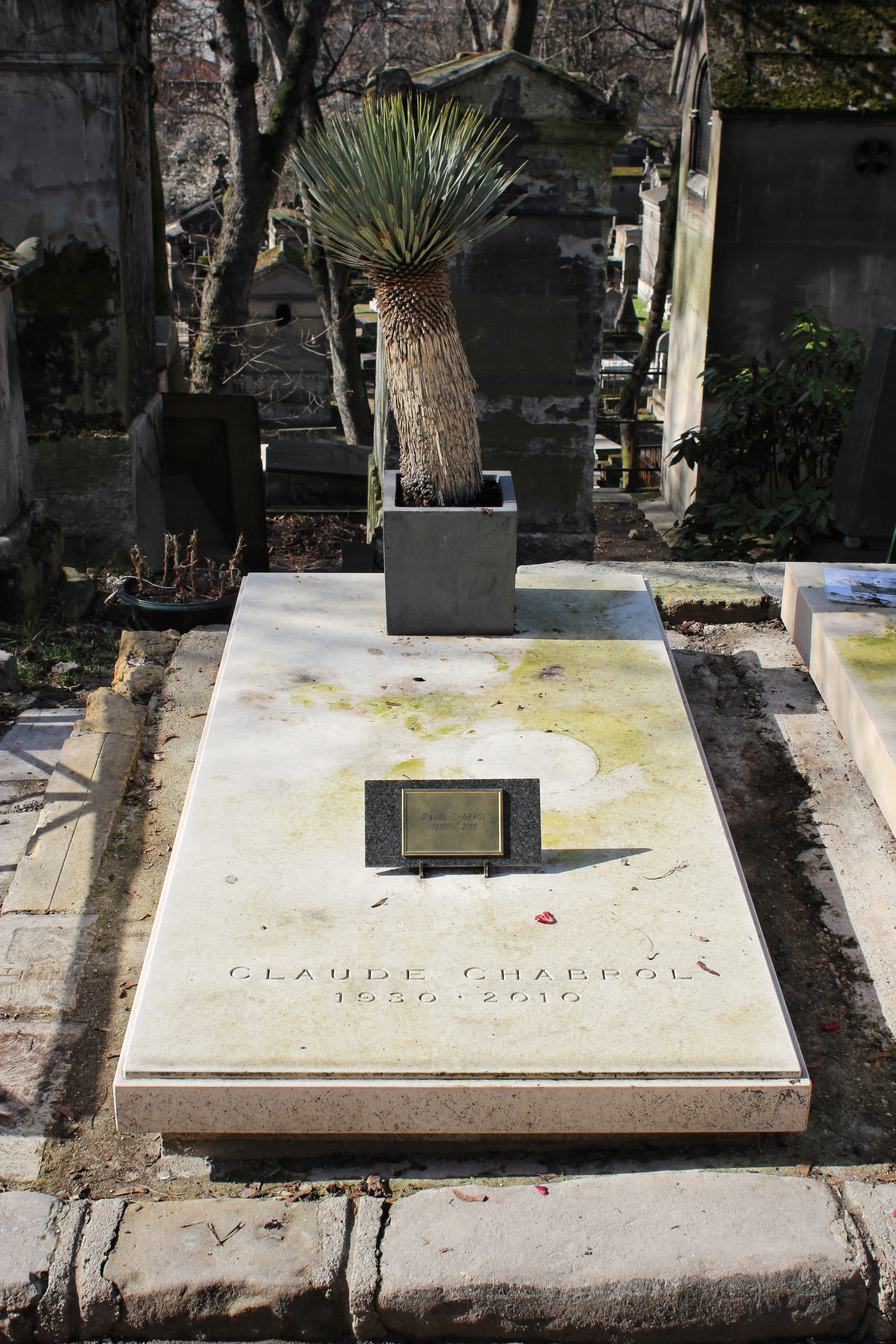
کلود شابرول
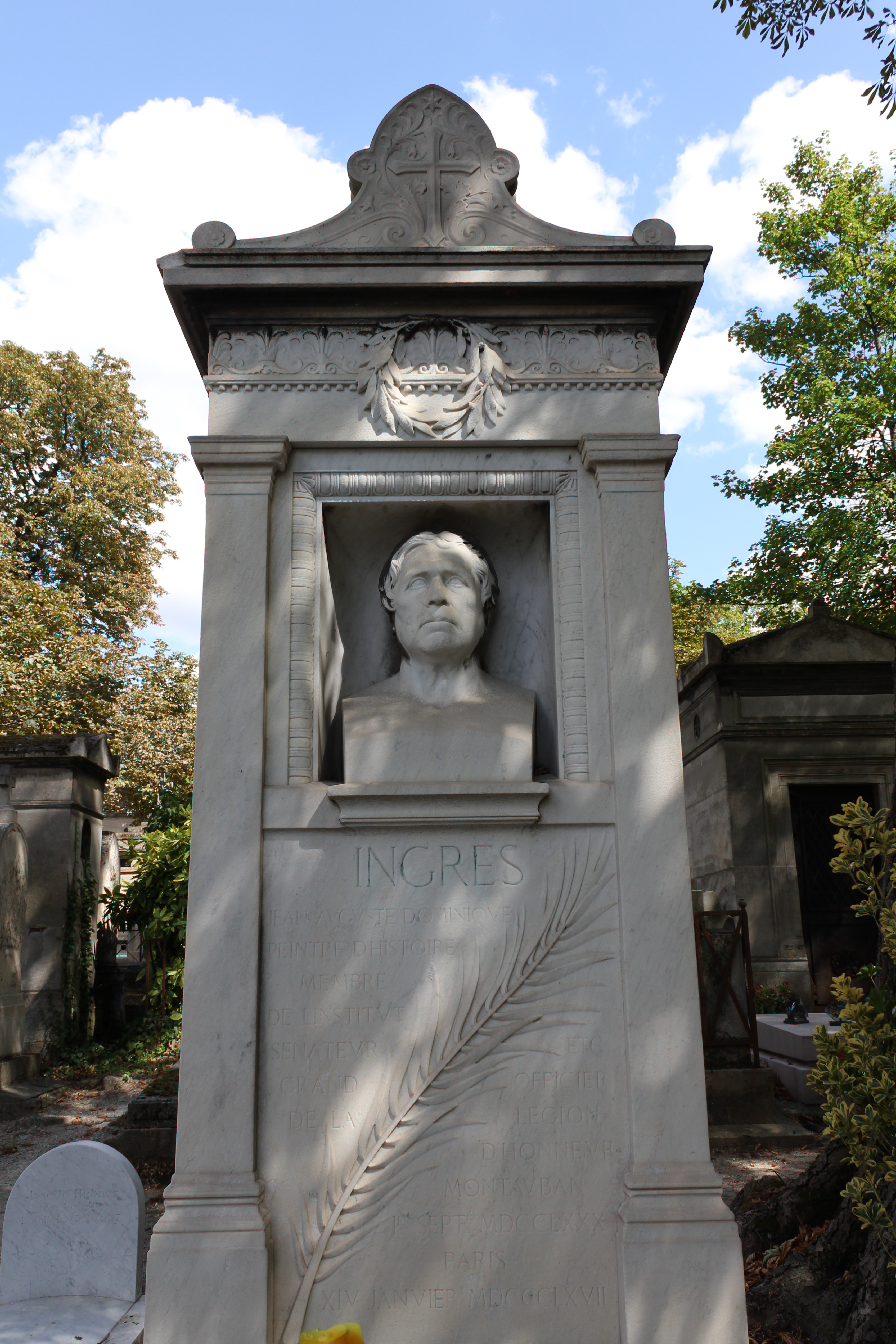
ژان اگوست دومینیک انگر
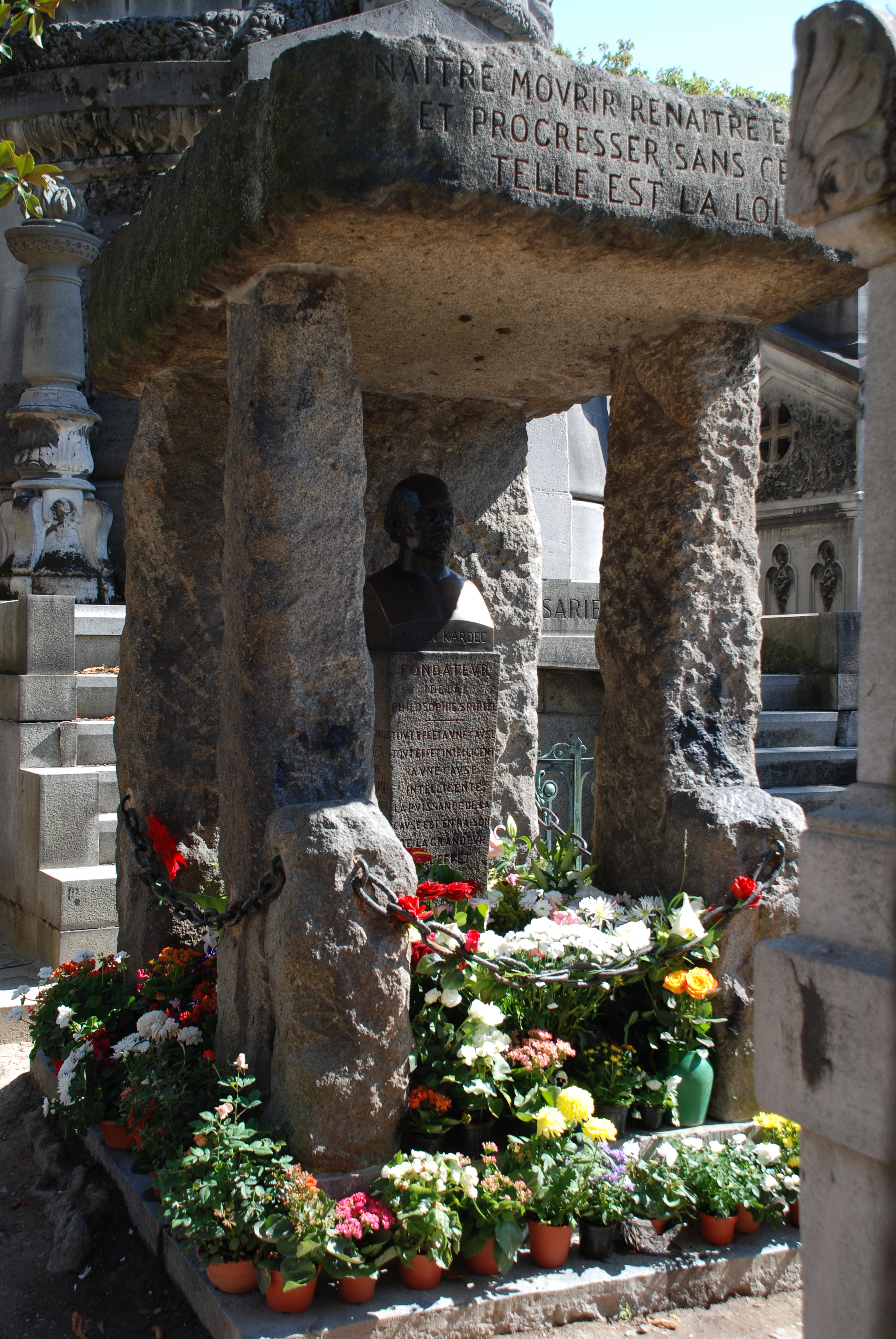
Tomb of Allan Kardec
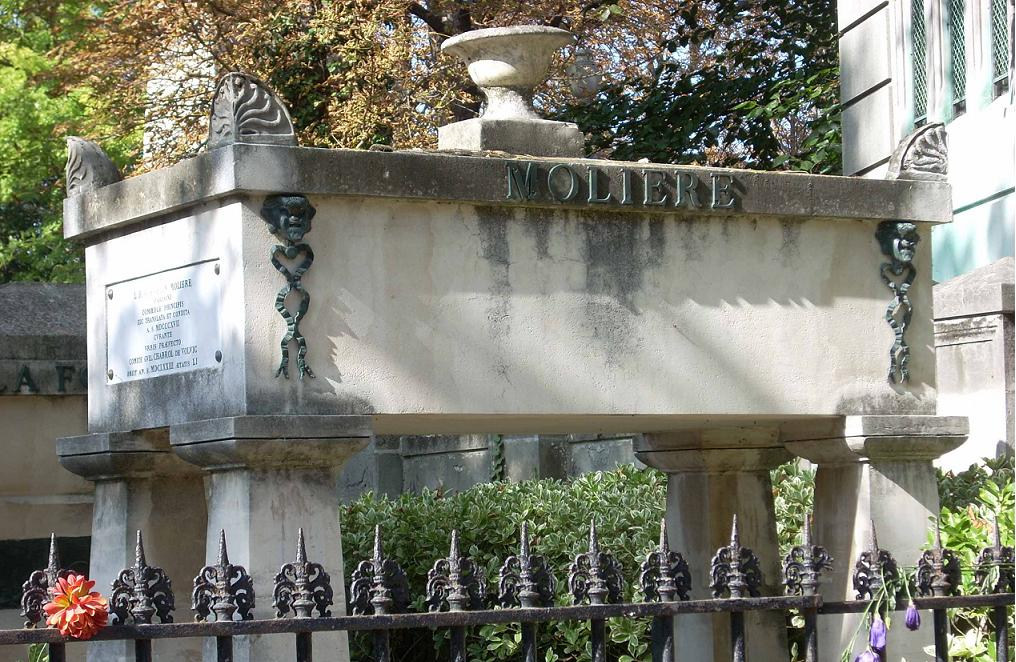
مولیر
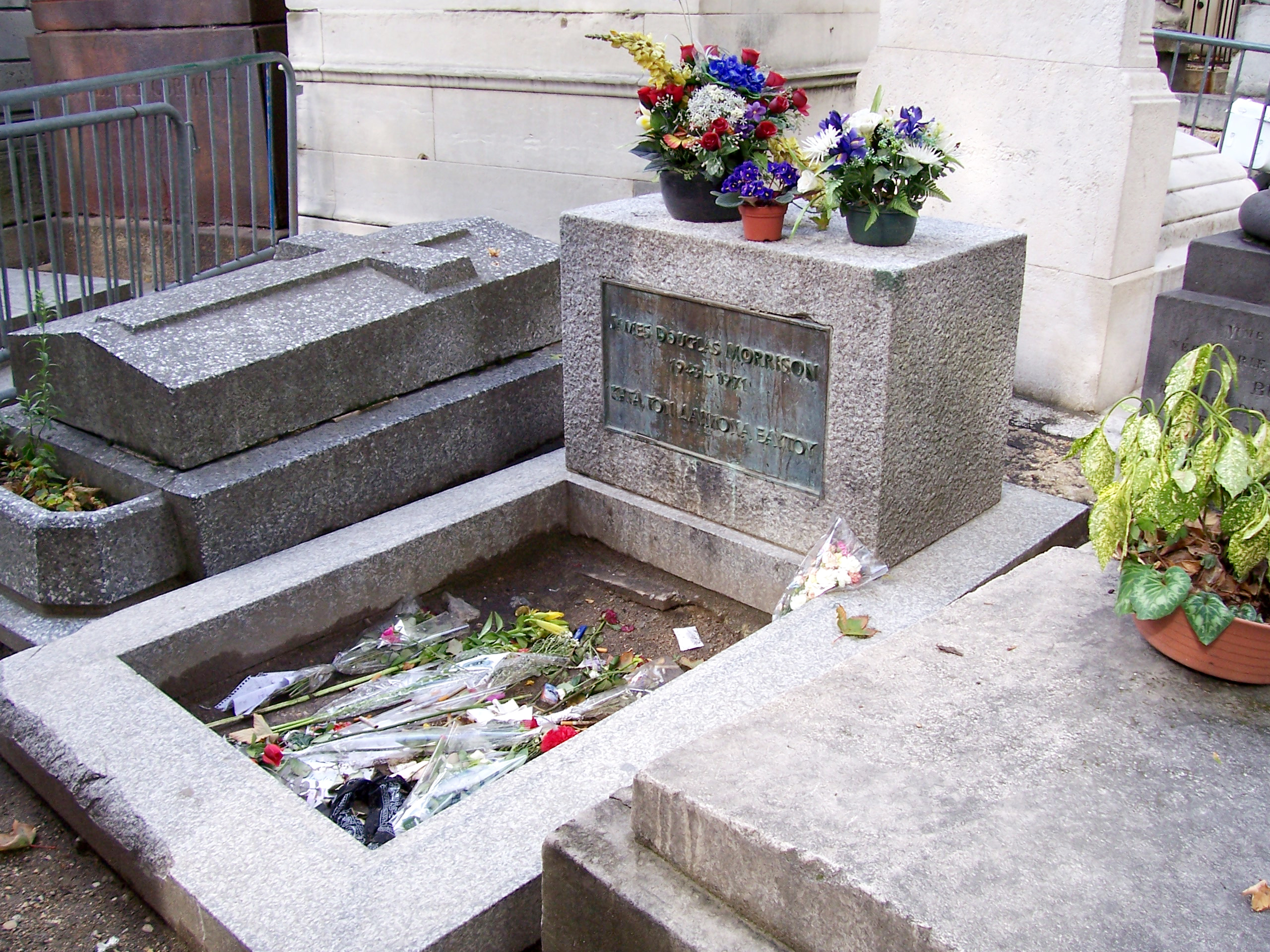
جیم موریسون
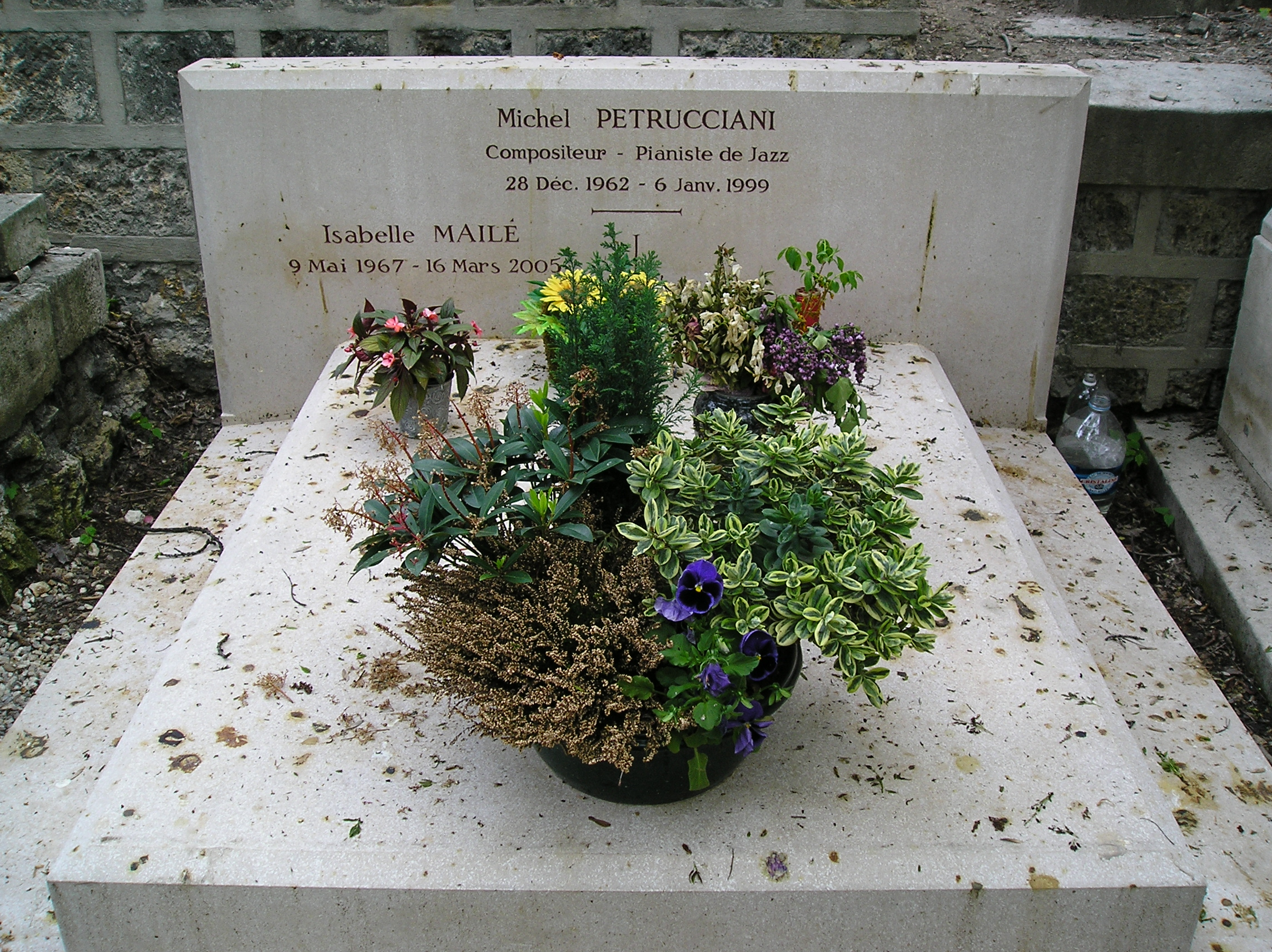
میشل پتروچیانی
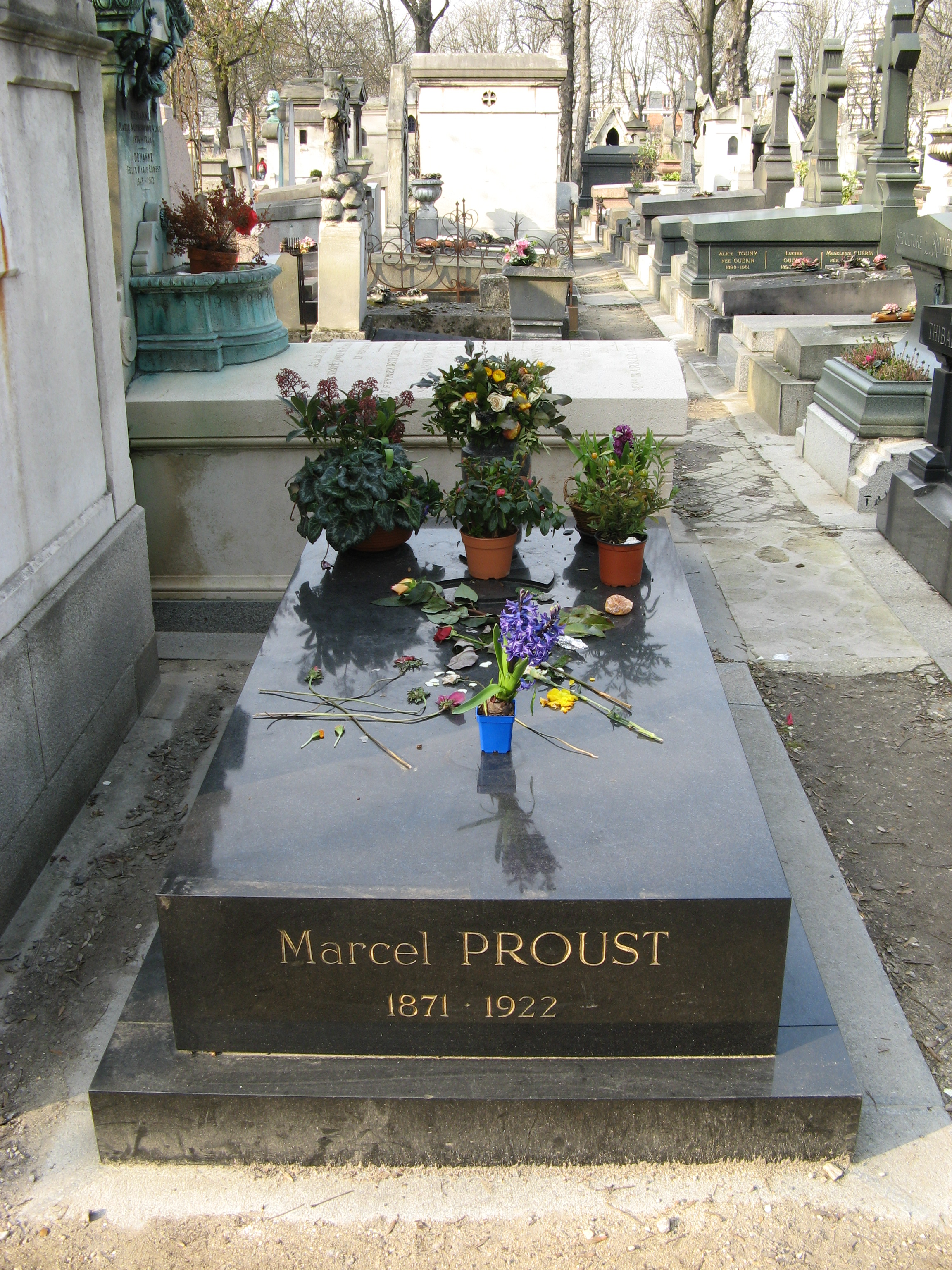
مارسل پروست
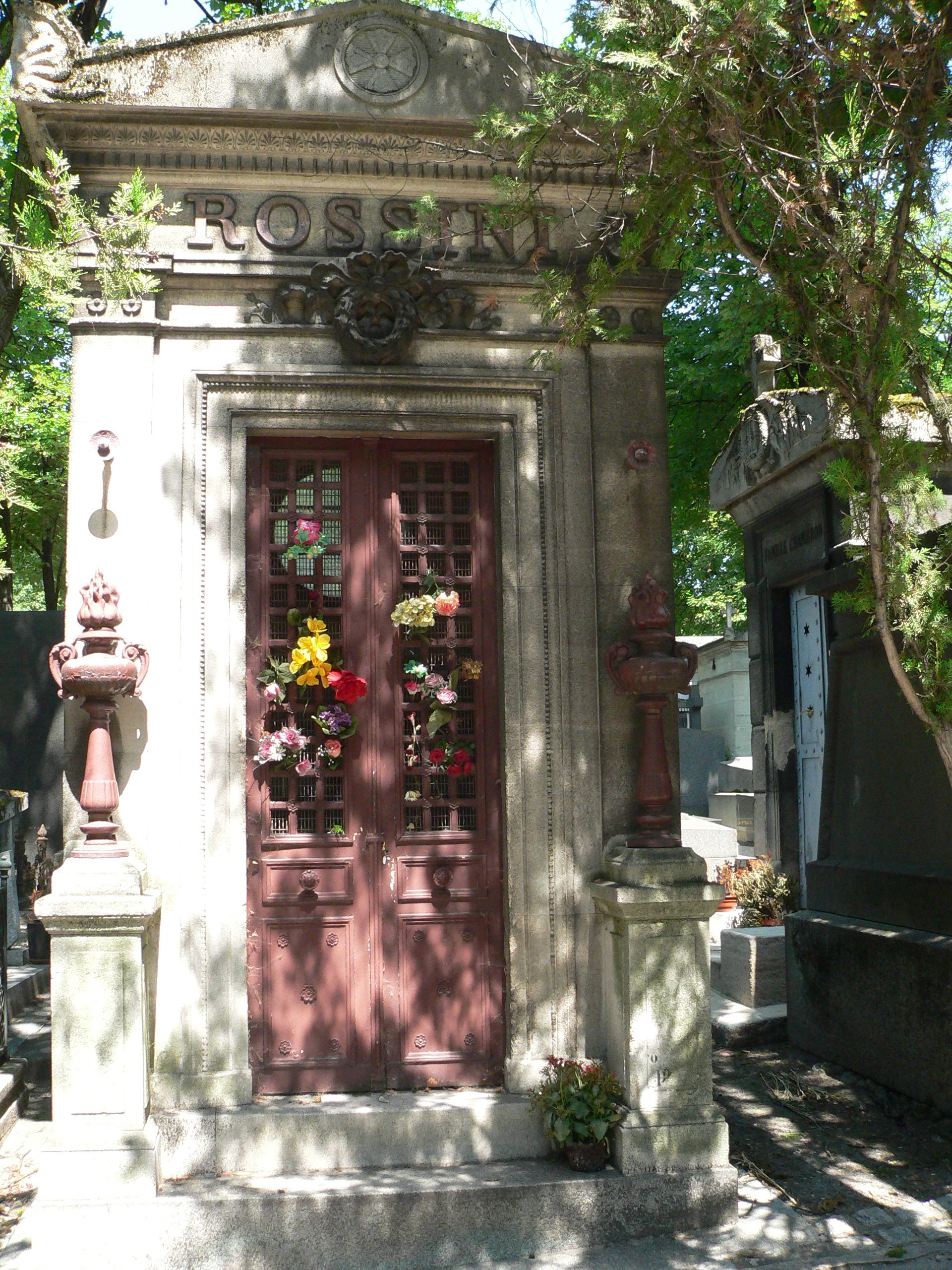
جواکینو روسینی
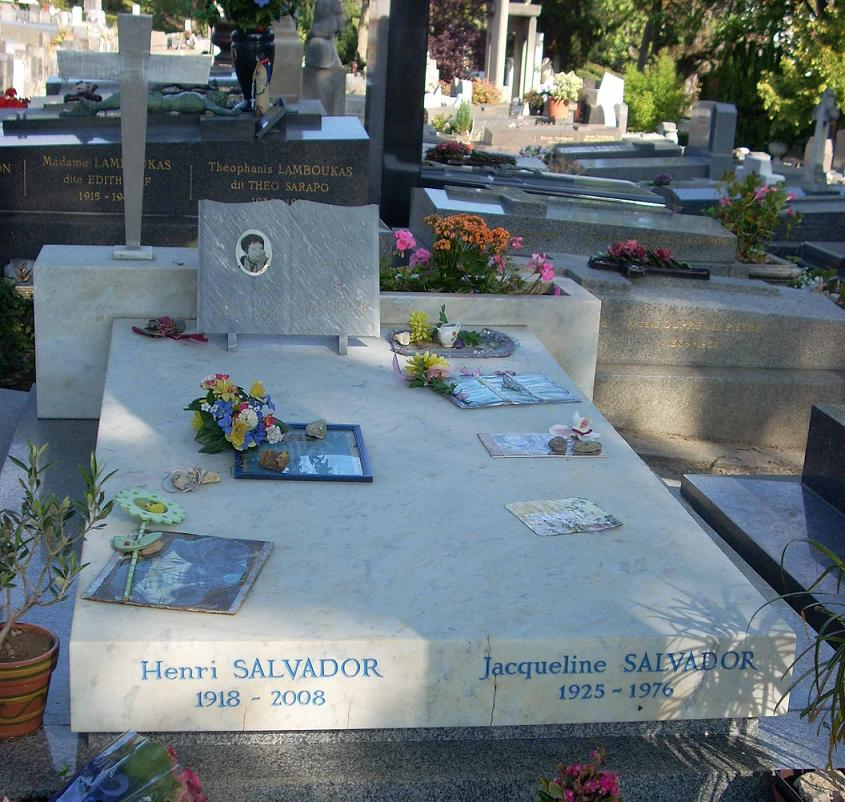
Tomb of Henri Salvadorand his wife Jacqueline Salvador
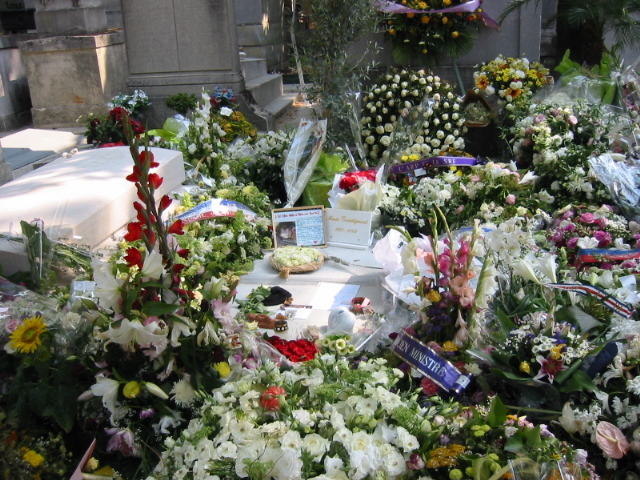
Tomb of Marie Trintignant
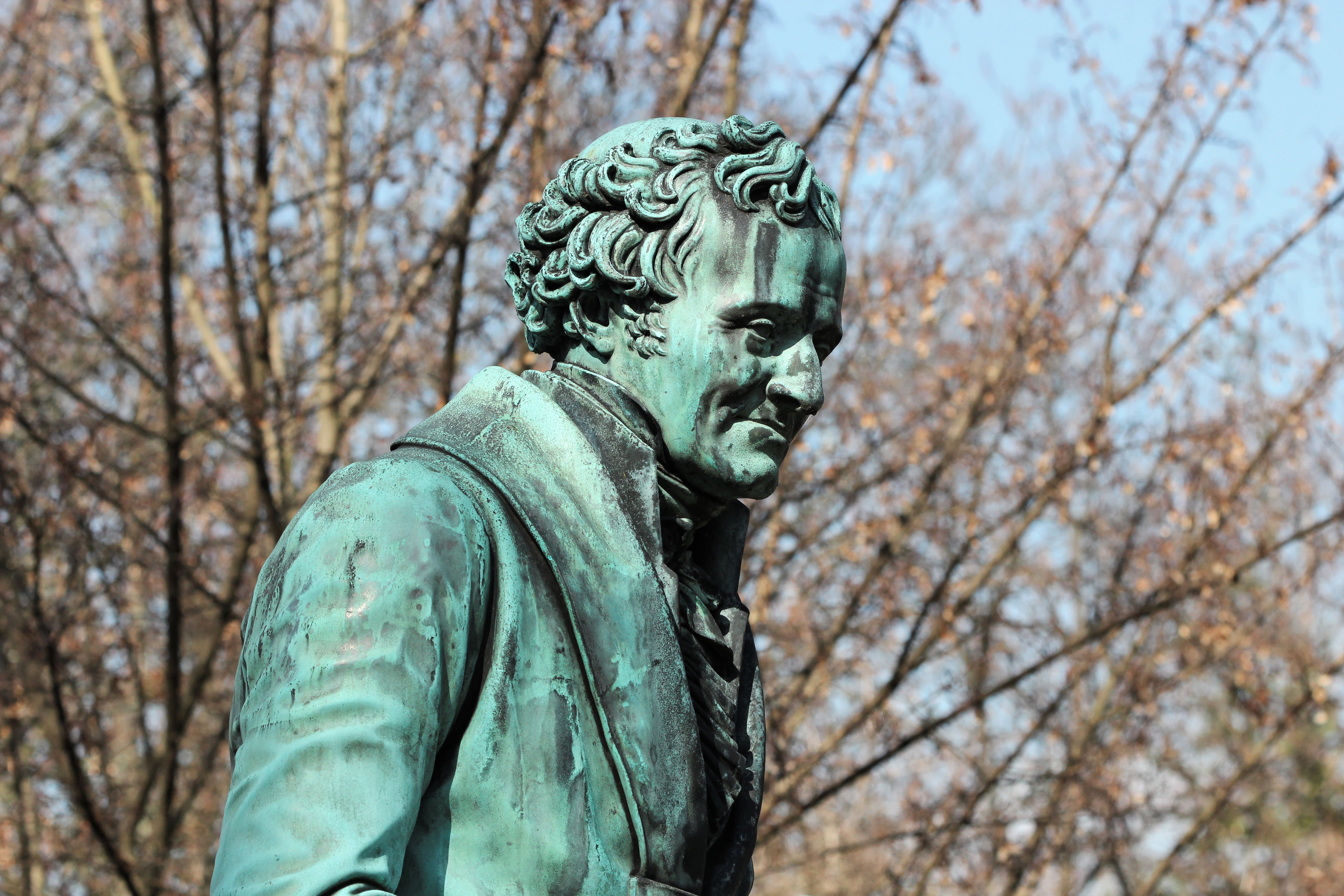
Dominique Vivant, Baron de Denon's grave
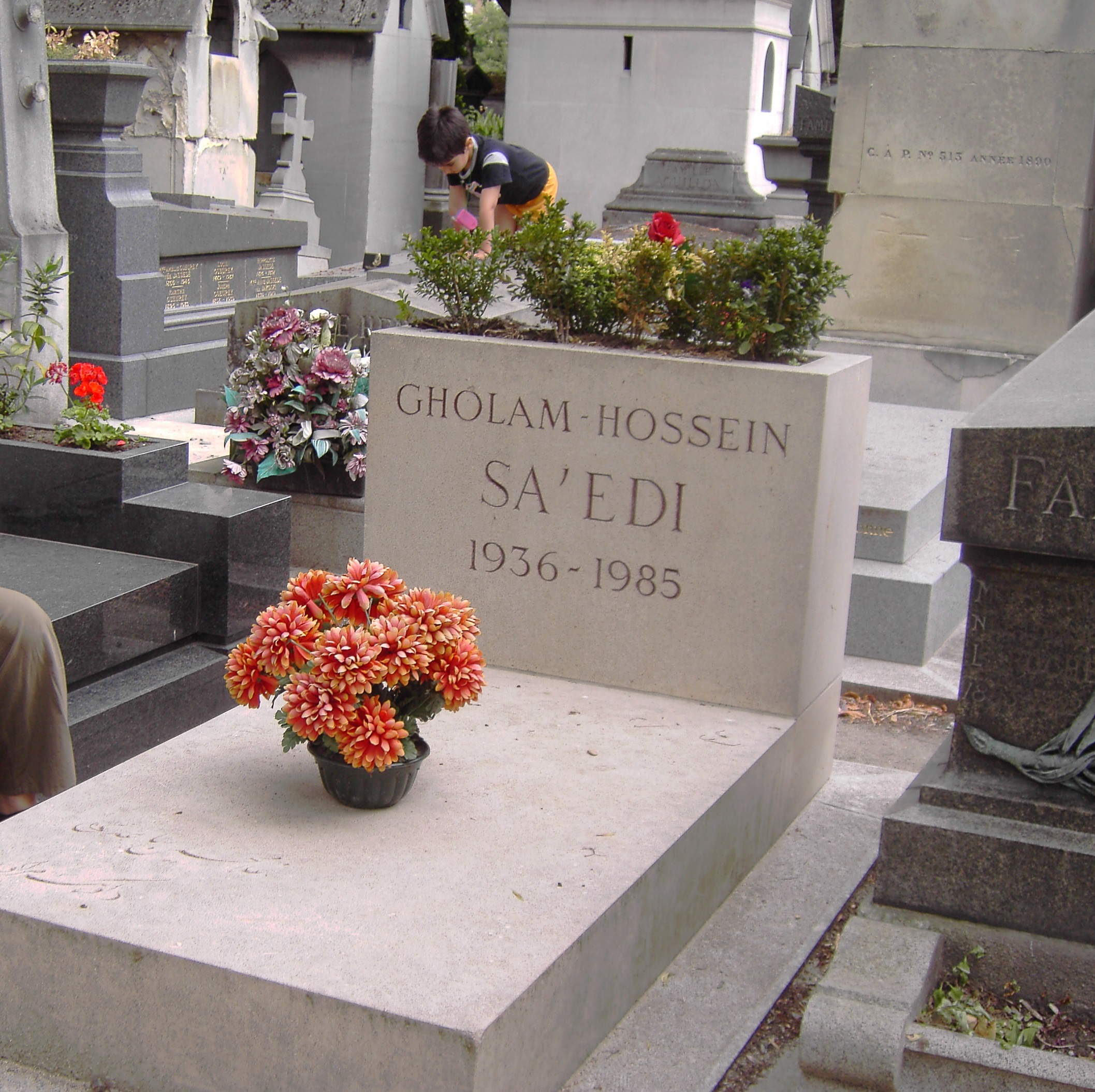
آرامگاه غلامحسین ساعدی
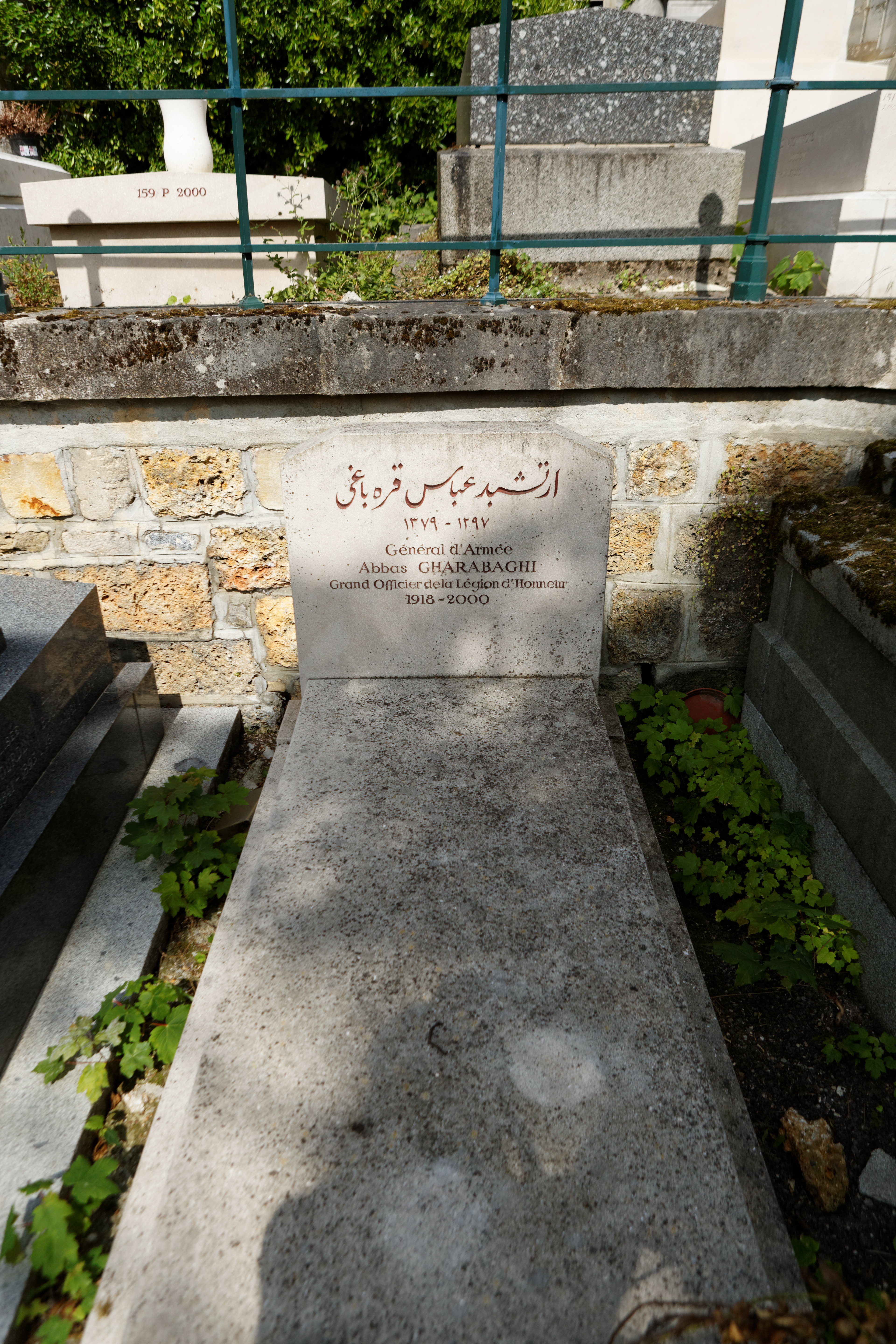
ارتشبد عباس قره‌باغی